# Jakov Petrovitj Kulnev
Jakov Petrovitj Kulnev (ryska: Яков Петрович Кульнев), född den 6 augusti 1764, död den 1 augusti 1812, var en rysk generalmajor.
Kulnev utmärkte sig bland annat i finska kriget och förekommer i diktsamlingen Fänrik Ståls sägner (där kallad Kulneff).

## Biografi
Kulnev härstammade från en adlig ätt från Pskov i västra Ryssland.[källa behövs], och föddes i Livland (nuvarande västra Lettland). Han deltog 1789 som 25-åring i de ryska fälttågen mot Turkiet. Fem år senare (1794) stred han även mot Polen och sedan mot Napoleon 1807. 
Han deltog i finska kriget år 1808–1809, först som överstelöjtnant, därefter som överste och generalmajor, nästan ständigt i avant- respektive arriärgardet, och visade som sådan synnerligen framstående egenskaper.
I slutet av mars 1808 kom han med en trupp kosacker till Jakobstad, där den då fyraårige Johan Ludvig Runeberg hade sitt hem och där minnet av den originelle Kulnev sedan länge levde kvar. Runeberg beskriver honom i en särskild dikt, Kulneff, i sin diktsamling Fänrik Ståls sägner (1848): "han kysste och han slog ihjäl/ med samma varma själ". I september 1808 deltog han i Slaget vid Oravais.
Kulnev ledde 1809 en rysk trupp över Ålands hav till Grisslehamn, förföljande Georg Carl von Döbeln.
Kulnev utmärkte sig även vid flera tillfällen i det turkiska kriget (1810), och 1812 stred han tappert mot fransmännen.
Uppgifter om hur Kulnev dog varierar. En version hävdar att han den 1 augusti 1812 träffades av en kanonkula som slet av hans ben och som senare ledde till hans död i Luzin samma år. En annan uppgift gör gällande att han skall ha stupat vid ett överfall, utfört av ett franskt kavalleriregemente under Marbots befäl natten till 1 augusti 1812. Han skall då, yrvaken och under flykt, ha dödats med ett sabelhugg i strupen. Kulnev blev 47 år gammal.